# Sièges réservés (Irak)
La première constitution irakienne de 1924, sous le mandat britannique, prévoyait une représentation minimale, des sièges réservés, pour les minorités juive et chrétienne à la Chambre des députés, suivant ainsi la pratique instaurée par les constitutions ottomane de 1876 et persane de 1908 vis-à-vis des gens du Livre. Par contre, rien n'était prévu sur ce plan pour les communautés musulmanes non arabes et/ou non-sunnites qui, chiites (arabes, persans et kurdes) et Kurdes (sunnites et chiites), représentaient la majorité de la population, ce qui ne fut pas reflété dans la composition des Parlements irakiens.
Le Conseil du gouvernement irakien établi en juillet 2003 par l'Autorité provisoire de la coalition (États-Unis et leurs alliés) après le renversement du régime militaro-baassiste de Saddam Hussein comporte 25 sièges, répartis cette fois selon une clé incluant toutes les catégories numériquement significatives: 13 Arabes chiites, 5 Arabes sunnites, 5 Kurdes musulmans, 1 Turkmène musulman et 1 Assyrien chrétien. Ce Conseil comporte également trois femmes qui ont milité, sans succès, pour l'établissement d'un quota minimum d'un tiers de femmes pour l'organe chargé d'élaborer la nouvelle constitution, ainsi que pour le parlement et les assemblées locales. Le premier gouvernement de l'après-Saddam Hussein ne compte quant à lui qu'une seule femme sur 25 membres, également favorable à l'instauration d'un quota. 
La loi administrative de transition (TAL) adoptée le 8 mars 2004 par l'Autorité provisoire de la coalition en attendant la future constitution, prévoit dans son chapitre 4, article 30(C) que:
L'Assemblée nationale sera élue conformément à une loi électorale et à une loi sur les partis politiques. La loi électorale visera à atteindre l'objectif que les femmes ne constituent pas moins d'un quart des membres de l'Assemblée nationale et que toutes les communautés en Irak, incluant les Turkmènes, les Chaldo-Assyriens et d'autres, soient équitablement représentées.
La loi électorale du 8 mars 2004 prévoit ceci:
- (section 4, 3) Pas moins d'un des trois premiers candidats sur la liste doit être une femme; pas moins de deux parmi les six premiers candidats de la liste doit être une femme; et ainsi de suite jusqu'à la fin de la liste.

Aucun texte légal ne mentionne de quotas ou de sièges réservés pour les diverses composantes ethniques et religieuses de la population irakienne à l'Assemblée nationale élue le 30 janvier 2005, mis à part un souhait général que toutes "soient équitablement représentées", sans traduction légale concrète.

#### Textes légaux
- The Coalition Provisional Authority, Law of administration for the State of Iraq for the transitional period, 8 March 2004
- Coalition Provisional Authority Order number 96 - The electoral law, 15 june 2004
- Independent Electoral Commission of Iraq

#### Autres textes
- Annia Ciezadlo, Iraqi women raise voices - for quotas, Christian Science Monitor, December 17, 2003
- Drude Dahlerup & Anja Taarup Nordlund, Gender quotas: a key to equality? A case study of Iraq and Afghanistan, European Consortium for Political Research, Summer 2004